# Novela das nove
"Novela das nove" é a denominação utilizada atualmente pela emissora brasileira TV Globo para designar a telenovela exibida em sua programação diária, de segunda-feira a sábado, após o noticiário Jornal Nacional. É o principal horário da teledramaturgia brasileira, ou ao menos, é o de maior repercussão. De 1965 até o anúncio da estreia de Insensato Coração, em 2011, a emissora adotava para a mesma faixa de horário a denominação de "novela das oito".
Tradicionalmente, o horário das principais novelas da TV Globo era conhecido como "novela das oito" ainda que as novelas das oito não se iniciassem pontualmente nesse horário: durante a década de 1970 e o início da década de 1980, o Jornal Nacional, programa que precedia a faixa e atualmente precede as novelas das nove, iniciava-se às 19h45 e depois passou a iniciar-se às 19h50, enquanto as novelas iniciavam-se às 20h10 e depois às 20h15. Com o passar dos anos, o Jornal Nacional e por conseguinte a novela das oito foram se iniciando cada vez mais tarde: em 1990, o JN iniciava-se às oito horas em ponto e a novela das oito começava às 20h30: e durante a década de 1990 esse arranjo permaneceu, sempre com o JN começando às oito e a novela das oito iniciando-se com ligeiras variações entre 20h35 e 20h45. A partir de 2000, o JN passou à faixa das 20h15 e a novela das oito passou para a faixa das 20h45.
Em 2000, quando a telenovela Laços de Família era exibida na faixa das oito, os temas abordados levaram à determinação do Ministério da Justiça, que classificou a obra como imprópria para menores de quatorze anos e, portanto, levando seu início obrigatoriamente para depois das 21 horas, o mesmo aconteceu com as novelas Esperança, Mulheres Apaixonadas, Celebridade, Senhora do Destino, Belíssima, Páginas da Vida, Paraíso Tropical e Duas Caras que tinham os mesmos temas abordados. Apesar disso, as telenovelas exibidas em sucessão continuaram sendo caracterizadas como "novela das oito".
Em estados que não aderem ao Horário de Verão, devido a Rede Fuso (desde 2008), várias telenovelas que foram exibidas nesta faixa passavam depois da novela das sete, o que acabou em 2019.

## História
Laços de Família exibida em junho de 2000 havia sido classificada inicialmente como imprópria para menores de 14 anos, podendo ser exibida apenas às 21 horas, porém em um acordo com o Ministério da Justiça a emissora conseguiu ser classificada como imprópria para menores de 12 anos, podendo ser transmitida no horário das 20 horas. Porém, com a Portaria 796 houve um endurecimento nas regras, fazendo com que o Ministério Público entrasse no caso e determinasse que a novela fosse classificada como imprópria para menores de 14 anos, devido ao seu conteúdo violento e sexual. A emissora foi obrigada a mudar o horário, transmitindo apenas depois das 21 horas, sendo assim, a primeira "novela das nove" da Globo.
Em dezembro de 2010, a Globo passou a exibir o Jornal Nacional definitivamente às 20h30. Nesse mesmo ano, a nomenclatura "novela das nove" passou a ser oficialmente adotada, o site NaTelinha comentou que o novo título "realmente condiz com o horário em que o folhetim mais visto do país vai ao ar - às 21h". Embora a partir de Insensato Coração todas as telenovelas tenham sido denominadas, pela emissora, como "das nove", ambas as denominações continuam a ser adotadas pela mídia. Jornalistas como Lauro Jardim, da revista Veja, ainda se referiam a Insensato Coração pela denominação costumeiramente utilizada antes do anúncio uma semana após a estreia da produção. Leonardo Ferreira, do jornal Extra, ao comentar a pré-produção de Fina Estampa, referiu-se à produção como "próxima novela das oito". A partir de Insensato Coração todas as novelas do horário nobre foram denominadas como "novela das nove".
A exibição de Em Família em 2014, foi encurtada inicialmente para 149 capítulos em função da baixa audiência e depois foi reduzida para 143 capítulos. Em 2015, com os índices de audiência de Babilônia abaixo do esperado, Sílvio de Abreu, diretor de Dramaturgia da emissora, reescreveu cinco capítulos e reeditou doze capítulos em seis, para que a trama fosse agilizada. A interferência de Abreu na trama aconteceu após suposto desentendimento entre os autores. Apesar das mudanças realizadas, a telenovela que tinha previsão de durar 161 capítulos, perdeu 18 capítulos, tendo se encerrado com 143 capítulos. Em 2020, a emissora suspendeu as gravações de Amor de Mãe, por causa da Pandemia de COVID-19, a trama foi interrompida no capítulo 102 e foi substituída pela edição especial de Fina Estampa em seguida pela edição especial de A Força do Querer e depois pela edição especial de Império, antes a telenovela tinha previsão de durar 155 capítulos, perdeu 30 capítulos e foi reduzida para 125 capítulos, com 4 semanas de capítulos inéditos em 2021.

## As 10 Novelas das nove de maior audiência daTV Globo(2011 - presente)
| #  | Início                | Término                | Título                  | Audiência IBOPE (média geral) | Capítulos | Autoria                         | Direção              | Ref.   |
| -- | --------------------- | ---------------------- | ----------------------- | ----------------------------- | --------- | ------------------------------- | -------------------- | ------ |
| 1  | 22 de agosto de 2011  | 23 de março de 2012    | Fina Estampa            | 39.02                         | 185       | Aguinaldo Silva                 | Wolf Maya            | [ 31 ] |
| 2  | 26 de março de 2012   | 19 de outubro de 2012  | Avenida Brasil          | 38.71                         | 179       | João Emanuel Carneiro           | Ricardo Waddington   | [ 31 ] |
| 3  | 23 de outubro de 2017 | 11 de maio de 2018     | O Outro Lado do Paraíso | 38.21                         | 172       | Walcyr Carrasco                 | Mauro Mendonça Filho | [ 31 ] |
| 4  | 20 de maio de 2019    | 22 de novembro de 2019 | A Dona do Pedaço        | 35.93                         | 161       | Walcyr Carrasco                 | Amora Mautner        | [ 31 ] |
| 5  | 17 de janeiro de 2011 | 19 de agosto de 2011   | Insensato Coração       | 35.80                         | 185       | Gilberto Braga Ricardo Linhares | Dennis Carvalho      | [ 31 ] |
| 6  | 20 de maio de 2013    | 31 de janeiro de 2014  | Amor à Vida             | 35.79                         | 221       | Walcyr Carrasco                 | Wolf Maya            | [ 31 ] |
| 7  | 3 de abril de 2017    | 20 de outubro de 2017  | A Força do Querer       | 35.64                         | 172       | Glória Perez                    | Rogério Gomes        | [ 31 ] |
| 8  | 22 de outubro de 2012 | 17 de maio de 2013     | Salve Jorge             | 33.94                         | 179       | Glória Perez                    | Marcos Schechtman    | [ 31 ] |
| 9  | 14 de maio de 2018    | 9 de novembro de 2018  | Segundo Sol             | 33.31                         | 155       | João Emanuel Carneiro           | Dennis Carvalho      | [ 31 ] |
| 10 | 21 de julho de 2014   | 13 de março de 2015    | Império                 | 32.72                         | 203       | Aguinaldo Silva                 | Rogério Gomes        | [ 31 ] |

## Autoria e Direção

### Autoria
Até 2025, vários autores destacaram-se ao escrever para o horário.
| Autor(a)              | Década de 2010 | Década de 2020 | Total |
| --------------------- | -------------- | -------------- | ----- |
| Aguinaldo Silva       | 3              | —              | 3     |
| Benedito Ruy Barbosa  | 1              | —              | 1     |
| Bruno Luperi          | 1              | 2              | 3     |
| Gilberto Braga        | 2              | —              | 2     |
| Glória Perez          | 2              | 1              | 3     |
| João Emanuel Carneiro | 3              | 1              | 4     |
| João Ximenes Braga    | 1              | —              | 1     |
| Lícia Manzo           | —              | 1              | 1     |
| Manoel Carlos         | 1              | —              | 1     |
| Manuela Dias          | 1              | 1              | 2     |
| Maria Adelaide Amaral | 1              | —              | 1     |
| Ricardo Linhares      | 2              | —              | 2     |
| Silvio de Abreu       | 1              | —              | 1     |
| Vincent Villari       | 1              | —              | 1     |
| Walcyr Carrasco       | 3              | 1              | 4     |

### Direção
Até 2025, vários diretores destacaram-se para o horário.
| Autor(a)               | Década de 2010 | Década de 2020 | Total |
| ---------------------- | -------------- | -------------- | ----- |
| Amora Mautner          | 3              | —              | 3     |
| Denise Saraceni        | 2              | —              | 2     |
| Carlos Araújo          | —              | 1              | 1     |
| Dennis Carvalho        | 3              | —              | 3     |
| Gustavo Fernandez      | —              | 2              | 2     |
| Jayme Monjardim        | 1              | —              | 1     |
| José Luiz Villamarim   | 1              | —              | 1     |
| Luiz Fernando Carvalho | 1              | —              | 1     |
| Luiz Henrique Rios     | —              | 1              | 1     |
| Marcos Schechtman      | 1              | —              | 1     |
| Maurício Farias        | —              | 1              | 1     |
| Mauro Mendonça Filho   | 1              | 1              | 2     |
| Paulo Silvestrini      | —              | 1              | 1     |
| Ricardo Waddington     | 1              | —              | 1     |
| Rogério Gomes          | 3              | 1              | 4     |
| Wolf Maya              | 2              | —              | 2     |